# Melbourne Track Classic 2010
Melbourne Track Classic 2010 – mityng lekkoatletyczny, który odbył się 4 marca w Melbourne. Były to pierwsze zawody, debiutującego w sezonie 2010, cyklu World Challenge Meetings.
Najbardziej wartościowy rezultat uzyskano w biegu na 800 metrów, czas Davida Rudishy – 1:43,15 to najlepszy wynik na tym dystansie jaki kiedykolwiek uzyskano na terenie Australii, lepszy o 0,82 sekundy od wyniku Davida Lelei z 2000.

## Rezultaty
| WL – najlepszy tegoroczny wynik na listach światowych \| PB – rekord życiowy \| SB – najlepszy wynik w sezonie NR – rekord kraju |

### Mężczyźni
| Konkurencja        | 1. miejsce      | 1. miejsce     | 2. miejsce            | 2. miejsce  | 3. miejsce       | 3. miejsce  |
| ------------------ | --------------- | -------------- | --------------------- | ----------- | ---------------- | ----------- |
| 100 m              | Bolaji Lawal    | 10,33 SB       | Patrick Johnson       | 10,42       | Matt Davies      | 10,43       |
| 200 m              | Matt Davies     | 20,83          | Bolaji Lawal          | 20,91 PB    | Patrick Johnson  | 21,11       |
| 400 m              | Ben Offereins   | 45,73          | Sean Wroe             | 46,18       | David Neville    | 46,37       |
| 800 m              | David Rudisha   | 1:43,15 WL SB  | Ryan Gregson          | 1:46,04 PB  | Tristan Garrett  | 1:46,66 PB  |
| 1500 m             | Jeff Riseley    | 3:42,70 SB     | Jeremy Roff           | 3:43,06     | Nick Willis      | 3:43,33 SB  |
| 5000 m             | Andy Baddeley   | 13:20,85 WL PB | Jonathan Komen        | 13:25,46 SB | Adrian Blincoe   | 13:26,10 SB |
| 400 m przez płotki | Danny McFarlane | 49,92          | Brendan Cole          | 50,42 SB    | Danni Brandwood  | 50,83 PB    |
| Skok wzwyż         | Liam Zamel-Paez | 2,25 =WL =PB   | Josh Hall             | 2,21 =PB    | Chris Armet      | 2,15        |
| Skok o tyczce      | Steve Hooker    | 5,65           | Matt Boyd Blake Lucas | 5,15        | –                | –           |
| Skok w dal         | Chris Noffke    | 7,96 SB        | Mitchell Watt         | 7,89        | Trevell Quinley  | 7,72        |
| Trójskok           | Kane Brigg      | 16,42 PB       | Alwyn Jones           | 16,34 SB    | Josh Lumley      | 15,65 SB    |
| Rzut oszczepem     | Tero Pitkämäki  | 83,32          | Stuart Farquhar       | 83,26       | Jarrod Bannister | 81,32 SB    |

### Kobiety
| Konkurencja    | 1. miejsce       | 1. miejsce     | 2. miejsce       | 2. miejsce  | 3. miejsce       | 3. miejsce  |
| -------------- | ---------------- | -------------- | ---------------- | ----------- | ---------------- | ----------- |
| 100 m          | Melissa Breen    | 11,41          | Laura Whaler     | 11,56 PB    | Anna Smythe      | 11,62 SB    |
| 200 m          | Sally McLellan   | 23,59          | Laura Whaler     | 23,78       | Melissa Breen    | 23,83       |
| 400 m          | Jodie Henry      | 52,41 PB       | Tamsyn Lewis     | 52,64       | Joanne Cuddihy   | 52,95 SB    |
| 1500 m         | Bridey Delaney   | 4:14,52 SB     | Lisa Corrigan    | 4:16,17 SB  | Kaila McKnight   | 4:19,25     |
| 5000 m         | Mary Cullen      | 15:27,75 WL SB | Lara Tamsett     | 15:28,70 PB | Nikki Chapple    | 15:38,87 PB |
| Pchnięcie kulą | Valerie Vili     | 20,05          | Joanne Mirtschin | 15,64       | Margaret Satupai | 15,19 NR PB |
| Rzut dyskiem   | Dani Samuels     | 62,97          | Harwant Kaur     | 57,93 SB    | Sabine Rumpf     | 56,15       |
| Rzut oszczepem | Kimberley Mickle | 58,22 SB       | Kathryn Mitchell | 56,34 SB    | Laura Cornford   | 54,17       |